# 駐車場経営者VX襲撃事件
駐車場経営者VX襲撃事件（ちゅうしゃじょうけいえいしゃVXしゅうげきじけん）は、1994年12月2日に東京都中野区で発生したオウム真理教信者による殺人未遂事件。

## 概要
この事件の被害者は当時82歳の駐車場の経営者（以下M）で、多額の布施を強要されてオウム真理教から逃げ出した知人を匿っていた。オウムは奪還を企てたが、駐車場経営者に追い返されていた。
オウム真理教教祖である麻原彰晃は、「これはVXの実験だ。効くかどうか判らないからMにVXをかけて確かめろ」として、駐車場経営者をVXで襲撃するよう指示し、1994年11月後半に遠藤誠一を介して土谷正実にVXの増産を命じたが、土谷は誤ってVX塩酸塩を作成。一方、11月27日にはこの「VX」（実際はVX塩酸塩）を井上嘉浩がMにかけようとしたが未遂に終わり、翌28日には山形明と新実智光がMに「VX」をかけたが効き目がなく失敗、この「VX」がVX塩酸塩であることが判明。そのことを知った麻原は11月30日ごろ、遠藤を介して土谷に改めてVXの生産を命じ、土谷は今度は有毒の溶液を完成させた。それを受け、麻原は12月1日に新実にこのVXでMの襲撃を指示した。
そして翌12月2日午前8時30分、Mがゴミを捨てに自宅から出てきたところを、山形と新実が後を追い、新実が声をかけたその隙に山形がVXの溶液をMの後頭部にかけた。その後、Mは痙攣などを起こし容態が急変したため、ただちに病院に搬送された。Mは一命はとり止め、61日間入院。診察にあたった医師の所見は「脳の血量が一気に低下したことによる一過性脳虚血発作」であり、警察も殺人未遂事件と認定できていなかった。オウムは電話を盗聴し実害があったことを確認、麻原は「ポアはできなかったがこれはこれでカルマ落としになって成功だな」と語った。
VXは、のちに会社員VX殺害事件やオウム真理教被害者の会会長VX襲撃事件でも使用された。
翌1995年のオウム真理教の強制捜査、そして同年7月27日の新実の供述によりこれらの事件が明るみに出た。Mはその後のテレビ取材の際には現場を案内できるようになるまでに回復しており、自分の「病気」がVXによるテロだと知って愕然としていた。また遠藤誠一の公判に証人として出廷した際には得意の江戸っ子言葉で捲し立て「俺を殺そうとしたんだから死刑」「（麻原は）この昭和の御代にとんでもない奴」「ロサンゼルスに行く予定があり、また出廷があると面倒だから被告人もロスにつれてきてくれないか」「（出廷は）もう嫌」と被害者とは思えないほどの快活ぶりだった。
オウム事件の首謀者の麻原が起訴された17件の中では、最後まで麻原自身が罪状認否を留保し、無罪を主張しなかった事件である。